# Myologi
Myologi, eller muskelläran, är läran om det muskulära systemet, och inkluderar läran om musklernas funktion, struktur och sjukdomar. Det muskulära systemet består av skelettmuskler, vilka kontraheras för att positionera eller förflytta kroppsdelar, den glatta muskulaturen samt hjärtmuskulaturen.